# (4613) Mamoru
(4613) Mamoru est un astéroïde de la ceinture principale.

## Description
(4613) Mamoru est un astéroïde de la ceinture principale. Il fut découvert le 22 juillet 1990 à Sapporo par Kazuro Watanabe. Il présente une orbite caractérisée par un demi-grand axe de 2,66 UA, une excentricité de 0,30 et une inclinaison de 6,7° par rapport à l'écliptique.

## Compléments